# Tennis Napoli Cup 2006
Il Tennis Napoli Cup 2006 è stato un torneo di tennis facente parte della categoria ATP Challenger Series nell'ambito dell'ATP Challenger Series 2006. Il torneo si è giocato per la 70ª edizione a Napoli in Italia dal 27 marzo al 2 aprile 2006 su campi in terra rossa.

## Vincitori

### Singolare
Potito Starace ha battuto in finale  Alessio Di Mauro che si è ritirato sul punteggio di 6–0, 5-1.

### Doppio
Tomáš Cibulec /  Łukasz Kubot hanno battuto in finale  Simone Bolelli /  Fabio Fognini con il punteggio di 7–5, 4–6, [10–7].